# SN 2000ep
SN 2000ep – supernowa typu II odkryta 16 listopada 2000 roku w galaktyce A091949-0443. W momencie odkrycia miała maksymalną jasność 18,70m.